# Севце
Севце (на албански: Sevcë; на сръбски: Севце) е село в Косово, разположено в община Щръбце, окръг Феризово. Намира се на 1190 метра надморска височина. Населението според преброяването през 2011 г. е 176 души, от тях: 174 (98,86 %) сърби и 1 (0,56 %) от друга етническа група и 1 (0,56 %) от неопределен.

## Население
Численост на населението според преброяванията през годините:
- 1948 – 1049 души
- 1953 – 1127 души
- 1961 – 1120 души
- 1971 – 1223 души
- 1981 – 1222 души
- 1991 – 1283 души
- 2011 – 176 души